# Elecciones generales del Reino Unido de 1886
Las elecciones generales del Reino Unido de 1886 tuvieron lugar entre el 1 y el 27 de julio de 1886. Tras su celebración los conservadores aumentaron su mayoría en la Cámara de los comunes, llegando a la mayoría absoluta. Lord Salisbury, en coalición con el ala unionista de los liberales, logró 313 representantes en la cámara baja. El dirigente liberal William Ewart Gladstone, que promovió el autogobierno irlandés, y su aliado ocasional, Charles Stewart Parnell, líder del Partido Parlamentario Irlandés, estuvieron muy lejos de su adversario, tanto en número de votos como en representantes. 
Estas elecciones significaron el fin del predominio de los liberales, que habían estado en el poder durante dieciocho de los veintisiete años transcurridos desde 1859. Habían ganado cinco de las seis últimas elecciones. Sin embargo, únicamente estarían en el poder durante tres años de los diecinueve siguientes.

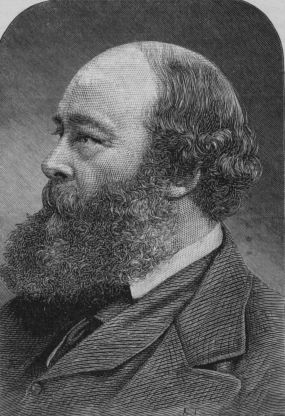
El marqués de Salisbury, Robert Cecil-Gascoyne, máximo dirigente del Partido Conservador y gran vencedor de las elecciones de 1886.

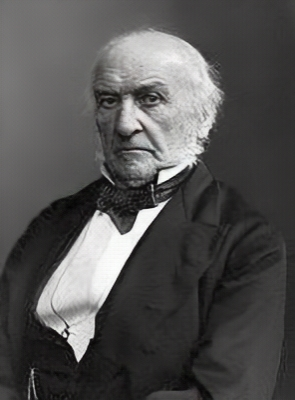
William Ewart Gladstone líder de los liberales.

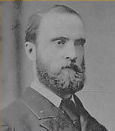
Charles Stewart Parnell dirigente del Partido Parlamentario Irlandés.

## Resultados
| Partido | Partido                              | Votos     | %    | Escaños        | Dif. |
|         | Conservadores y Unionistas Liberales | 1.520.886 | 51,1 | 393 (316 + 77) | +144 |
|         | Partido Liberal                      | 1.244.683 | 41,8 | 192            | -127 |
|         | Partido Parlamentario Irlandés       | 97.905    | 3,3  | 85             | -1   |
|         | Independientes Liberales             | 1.247     | 0,1  | 0              | =    |
|         | Independientes Liberal-Unionistas    | 544       | 0,0  | 0              | =    |

Recuento total de votos: 2.974.163. Se muestran los resultados de todos los partidos políticos.
Estas elecciones significaron la consolidación del gobierno de Lord Salisbury. Salisbury se convertiría en uno de los políticos más importantes de la segunda mitad del siglo XIX. Su gestión se caracterizaría por notables éxitos, tanto en política exterior como interior. Se retiró en 1902. Por su parte, los liberales sufrieron una de sus peores derrotas, aunque se recuperarían en las siguientes elecciones. El político irlandés Charles Stewart Parnell moriría en 1891, por lo que estas fueron las últimas elecciones a las que se presentó.

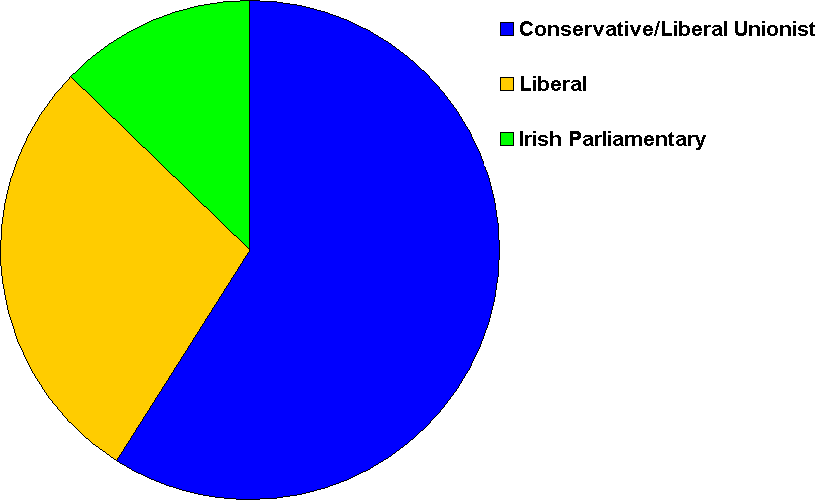
Gráfico que muestra la proporción existente entre el número de asientos en la Cámara de los comunes que logró cada partido en las elecciones de 1886.